# Polyrhachis nigra
Polyrhachis nigra é uma espécie de formiga do gênero Polyrhachis, pertencente à subfamília Formicinae.